# Exotela viciae
Exotela viciae är en stekelart som beskrevs av Griffiths 1984. Exotela viciae ingår i släktet Exotela och familjen bracksteklar. Inga underarter finns listade i Catalogue of Life.